# Шукшум (деревня)
 Шукшум  — деревня в Тоншаевском районе Нижегородской области.

## География
Расположена на расстоянии примерно 26 км на восток по прямой от районного центра поселка Тоншаево.

## История
Упоминается с 1748 года как деревня с населением 23 души мужского пола, в 1873 году здесь было отмечено 14 дворов и 93 жителя . С 2004 по 2020 год в составе Ошминского сельсовета.

## Население
Постоянное население составляло 11 человек (русские 100%) в 2002 году, 5 в 2010.